# Непоседы (фильм)
«Непоседы» — советская цветная кинокомедия 1967 года режиссёров Виктора Иванова и Абрама Народицкого по одноимённой повести Алексея Шубина.
Премьера фильма состоялась 17 июня 1968 года. Фильм посмотрели 13,4 млн зрителей.

## Сюжет
Во время работы на комсомольской стройке в Сибири, Зоя сталкивается с различными комическими ситуациями, в которых участвуют её новые друзья. Они помогают ей в поисках чемодана, который оказывается у Саши. Постепенно Зоя понимает, что настоящее счастье не в Москве с геологом, на которого она собиралась выйти замуж, а рядом с теми, кто ценит и поддерживает её.

## Роли исполняют
- Людмила Золотова — Зоя Вертишейка
- Сергей Реусенко — Саша
- Владимир Костин — Дыходымов
- Нонна Копержинская — Дыходымиха
- Сергей Блинников — Николай Иванович
- Владимир Белокуров — вор
- Филимон Сергеев — Ермак
- Лев Степанов — дядя Саша

### В эпизодах
- Алексей Бунин — начальник засолочной базы
- А. Васянович
- Валентин Грудинин — репортёр
- Анна Николаева — Акатьева
- Виктор Полищук — геолог
- Сергей Сибель — репортёр
- Юрий Самсонов
- Александр Толстых — пассажир поезда
- В. Фролова
- Дмитрий Франько — начальник отдела кадров

### Нет в титрах
- Светлана Кондратова — Света
- Виталий Дорошенко — Володя
- Иван Матвеев — начальник поезда
- Софья Карамаш — контролёр в электричке
- Р. Шабловская — соседка Зои
- В. Пушкаренко — пассажир электрички
- Анатолий Юрченко — пассажир электрички
- Валентин Кобас — геолог
- Н. Куцевалов — геолог
- Николай Олейник — геолог
- Ада Волошина — буфетчица
- Александр Милютин — матрос
- Виктор Иванов — пассажир парохода
- Антонина Лефтий — девушка на свадьбе
- Станислав Соколов

## Съёмочная группа
- Автор сценария: Виктор Иванов
- Режиссёры-постановщики: Виктор Иванов, Абрам Народицкий
- Оператор-постановщик: Михаил Иванов
- Художник: Иосиф Юцевич
- Композитор: Евгений Зубцов
- Звукооператор: Георгий Парахников
- Режиссёр: Олег Ленциус
- Оператор: Борис Мясников
- Ассистенты режиссёра: Владимир Горпенко, Юлий Слупский, М. Яскович
- Монтажёр: Н. Яценко
- Художник по костюмам: Лидия Байкова
- Художники-гримёры: Л. Лисовская, А. Дубчак
- Комбинированные съёмки:
  - Операторы: Яков Резник, Григорий Сигалов
  - Художники: Александр Кудря, Михаил Полунин
- Текст песен: Б. Помейчук
- Автор «Песни романтиков» Иван Кашпуров
- Редактор: Григорий Зельдович
- Оркестр украинского радио, дирижёр Вадим Гнедаш
- Директор картины: Л. Низгурецкий

## Критика
Киновед Иван Корниенко написал, что Виктору Иванову «не удалось закрепить собственные достижения, какие были у его успешной кинокомедии „За двумя зайцами“ (1961), по причине того, что в этом фильме, ровно как и в других его последующих работах „Весёлые Жабокричи“ (1971) и „Ни пуха, ни пера!“ (1973), используется немало приёмов, рассчитанных лишь на внешний эффект».